# Dones a la Revolució Russa
La Revolució Russa de 1917 va veure el col·lapse de l'Imperi Rus, un govern provisional de curta durada i la creació del primer estat socialista del món sota el poder dels bolxevics. Van prendre compromisos explícits per promoure la igualtat entre homes i dones. Moltes feministes primerenques i dones treballadores ordinàries russes van participar activament a la Revolució, i totes van quedar afectades pels esdeveniments d'aquell període i les noves polítiques de la Unió Soviètica.
El govern provisional que va agafar el poder després de l'enderrocament del tsar del febrer de 1917 va promoure el liberalisme i va fer que Rússia fos el primer gran país que donava dret a vot a les dones. Tan bon punt els bolxevics van prendre el poder a l'octubre de 1917, van liberalitzar les lleis sobre el divorci i l'avortament, van despenalitzar l'homosexualitat i van proclamar un nou estatus superior per a les dones. Inessa Armand (1874-1920), Aleksandra Kol·lontai (1872-1952), Nadejda Krúpskaia (1869-1939) i Aleksandra Artyukhina (1889-1969) van ser bolxeviques destacades.
Una dècada després, Stalin es va convertir en un dictador i va revertir en gran manera les reformes, tot i que un bon nombre de dones van romandre en posicions públiques molt visibles.

## Les dones russes i la Primera Guerra Mundial
El jove moviment feminista rus es va il·lusionar per la revolta de 1905, que va ser seguida per la liberalització d'algunes de les restriccions estrictes a les dones i la creació d'un parlament nacional. No obstant això, el 1908, les forces de reacció van retrocedir amb força i les feministes es van retirar. Es va prohibir l'accés de les dones a les universitats, i hi havia un sentiment general de desesperació entre les forces liberals.
L'esclat de la guerra l'agost de 1914 va ser una sorpresa; l'Imperi Rus estava mal preparat. A mesura que els homes es posaven els uniformes, milions de dones van assumir nous rols. El nombre de dones treballadores als centres industrials va augmentar fins a un milió, ja que 250.000 dones es van incorporar a la força laboral entre 1914 i 1917. Les dones camperoles també van assumir nous rols, assumint algunes de les feines del marit. Les dones van lluitar directament en la Primera Guerra Mundial en petit nombre a les primeres línies, sovint disfressades d'homes, i milers més van servir d'infermeres.
Les condicions socials de les dones durant la guerra van afectar el paper que van tenir en les properes revolucions.

## La Revolució de febrer i el seu impacte en el partit bolxevic
La Revolució de febrer va acabar amb el règim tsarista i va establir un govern provisional. Algunes dones van ser molt visibles en aquesta revolució, especialment les que es van reunir en protesta massiva pel Dia Internacional de la Dona per demanar drets polítics. Van obtenir drets sota el govern provisional, inclòs el dret a vot, per exercir d'advocades, i la igualtat de drets en la funció pública. Les dones que defensaven aquest tipus de drets polítics provenien generalment de la classe alta i mitjana, mentre que les dones pobres protestaven pel «pa i la pau».
Un gran nombre de dones es van unir a l'exèrcit rus. Es van posar en marxa totes les unitats de combat femenines, la primera de les quals es va formar al maig de 1917.

## Les qüestions sobre dones i la política bolxevic
La qüestió de les dones, i la idea que les dones estaven incloses en regles estrictes i rols socials privats, va ser un tema popular entre els intel·lectuals russos durant el final del segle xix i principis del segle xx. En contraposició a l'Occident, les discussions russes sobre els drets i els rols de les dones no van formar part de la lluita bàsica pels drets humans. La historiadora estatunidenca Barbara Engel ha explorat les causes de la generació de la revolució. La feblesa del «culte a la domesticitat» a l'època imperial va facilitar la introducció de polítiques bolxeviques innovadores. D'altra banda, la classe treballadora va ser genèrica com a masculina, cosa que va impedir les innovacions. De fet, després de 1905, els elements radicals van expulsar les dones de l'esfera pública, i només els homes podien ser els participants legítims. Els revolucionaris van prioritzar els homes, i sovint les dones eren ridiculitzades com a mestresses de casa i camperoles. Com a conseqüència, els reformistes i revolucionaris generalment veien a les dones com a endarrerides i supersticioses, i políticament no es podia confiar en elles. Alguns marxistes es referien a les dones treballadores com «l'estrat més endarrerit del proletariat» i les van acusar de no poder desenvolupar una consciència revolucionària sense l'orientació del partit.
Molts van escriure i teoritzar el tema, però molts russos van associar el tema principalment amb les feministes. Abans de la revolució, el feminisme era condemnat com a «burgès» perquè tendia a provenir de les classes altes i era considerat contrarevolucionari per la percepció que hauria dividit la classe treballadora. El treball d'Engels La qüestió de les dones (1890) va influenciar molt a Lenin. Creia que l'opressió de les dones era en funció de la seva exclusió de l'esfera de producció pública i de la relegació a l'àmbit domèstic. Perquè les dones fossin considerades autèntiques companyes s'havia de desmantellar la família burgesa, i les dones necessitaven una autonomia i un accés a l'ocupació. A la vista de la participació de les dones a la Revolució de febrer, el partit bolxevic va començar a repensar i reestructurar el seu enfocament de la «qüestió de les dones». Posteriorment, Stalin va revertir moltes de les novetats bolxeviques durant la Segona Guerra Mundial; també va establir un sistema que per a algunes dones s'apoderessin.
Els bolxevics es van oposar a qualsevol divisió de la classe treballadora (inclosa la separació d'homes i dones) per posar un focus específic en els temes de les dones. Creien que els homes i les dones havien de treballar junts sense divisió i, per això, en els primers dies del partit, no hi havia cap document imprès específicament dirigit a dones, i els bolxevics es van negar a crear un gabinet per a dones treballadores. El 1917 van adonar-se de les demandes del moviment feminista rus i van crear la Oficina de les Dones.

## La Revolució d'octubre i la guerra civil

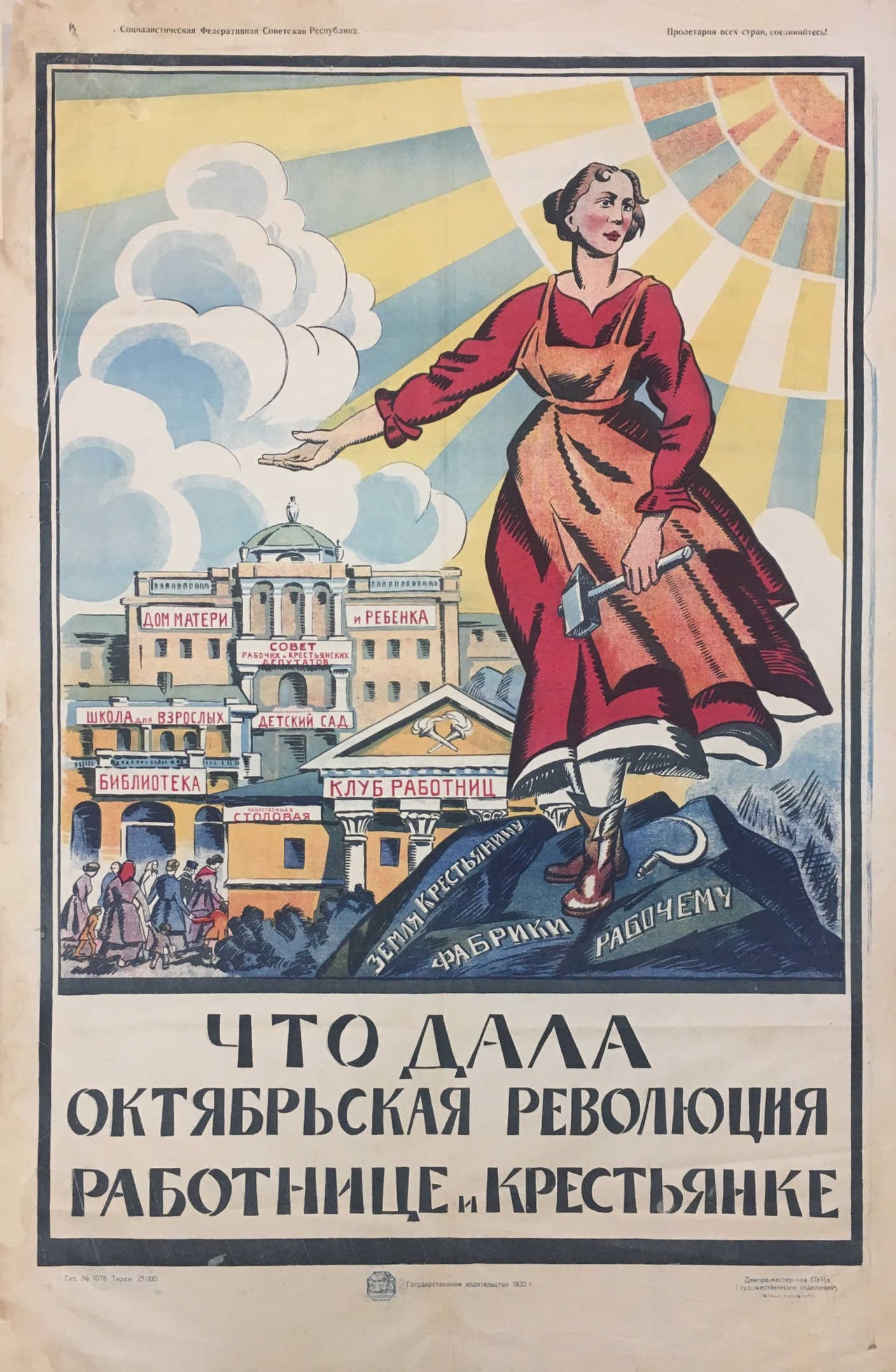
El que la Revolució d'octubre ha donat a la dona treballadora i camperola. Cartell propagandístic soviètic de 1920. Les inscripcions dels edificis diuen «biblioteca», «escola bressol», «escola per a adults», etc.

A partir de l'octubre de 1918, la Unió Soviètica va liberalitzar les lleis del divorci i l'avortament, la despenalització de l'homosexualitat, va permetre el concubinat i va iniciar una sèrie de reformes que teòricament feien que les dones fossin més iguals que els homes. El nou sistema va trencar molts matrimonis, així com innombrables nens nascuts fora del matrimoni. L'augment de divorcis i afers extramatrimonials va crear dificultats socials quan els líders soviètics volien que la gent concentrés els seus esforços en créixer l'economia. Van donar una alta prioritat a traslladar les dones a la força laboral industrial urbana. Es va produir un descens precipitat de la natalitat, que el Kremlin va percebre com una amenaça per al poder militar soviètic. El 1936, Ióssif Stalin va revertir la majoria de les lleis liberals, que van iniciar una època conservadora i pronatalista que va durar durant les dècades següents.
Els bolxevics van arribar al poder amb la idea d'alliberament de les dones i transformació de la família. Van ser capaços d'igualar l'estatus legal de la dona amb l'home mitjançant la reforma de algunes lleis com el Codi sobre matrimoni, la família i la tutela ratificada l'octubre de 1918, que permetia que ambdós cònjuges conservessin el dret a la seva propietat i guanys, concedir als fills nascuts fora del matrimoni els mateixos drets que els nascuts dins del matrimoni, i facilitar el divorci quan es demanava. Els bolxevics van llançar un moviment per a l'autoactivitat de les dones, el Zhenotdel, també coneguda com a secció femenina del Partit Comunista (1919-1930). Sota el lideratge d'Aleksandra Kol·lontai, i amb el suport de dones com Inessa Armand i Nadejda Krúpskaia, el Zhenotdel va difondre la notícia de la revolució, va fer complir les seves lleis, va establir polítiques d'educació i classes d'alfabetitzacióper a dones treballadores i camperoles, i va lluitar contra la prostitució.
Si bé els homes van ser reclutats forçadament per al servei a la guerra civil quan diversos enemics van intentar enderrocar els bolxevics, les dones no van ser obligades a participar-hi. No obstant això, es va dir que els bolxevics havien obtingut un gran suport de les dones. Al voltant de 50.000 a 70.000 dones es van unir a l'Exèrcit Roig cap al 1920 per constituir el 2% de les forces armades.
Durant aquest temps, el feminisme bolxevic va començar a prendre forma. Lenin va parlar sovint de la importància d'alliberar les dones de les tasques domèstiques perquè poguessin participar més plenament a la societat, i es va iniciar un esforç per pagar als treballadors per tasques domèstiques. El principi «Igualtat salarial per la igualtat del treball» es va legislar oficialment. Es van implementar alguns canvis en l'èmfasi tradicional en la família, inclosa la possibilitat de facilitar el divorci i la concessió de drets plens a fills il·legítims.
Un antic combatent revolucionari, Fanni Kaplan, va intentar assassinar Vladimir Lenin el 1918, però va ser arrestat i executat. Lenin mai no va recuperar la salut.

### Inessa Armand
Inessa Armand (1874-1920) va ser una revolucionària activa i molt propera a Lenin; a ella se li van donar papers importants després que ell assumís el poder. Es va convertir en cap del Consell Econòmic de Moscou i va ser membre executiu del soviet de Moscou. Es va convertir en directora de Zhenotdel, una organització que lluitava per la igualtat femenina en el Partit Comunista i els sindicats soviètics (Zhenotdel va funcionar fins al 1930), amb facultats de prendre decisions legislatives. Va dirigir reformes per permetre als drets de la dona divorciar-se, avortar, participar en assumptes governamentals i crear instal·lacions com menjadors comunitaris i centres per a mares.
El 1918, amb l'ajuda d'Iàkov Sverdlov contra l'oposició de Grigori Zinoviev i Karl Ràdek, va aconseguir celebrar un congrés nacional de dones treballadores amb Lenin, com a oradora. Segons Elwood, el motiu pel qual la direcció del partit va acceptar recolzar l'agitació d'Armand per a instal·lacions comunitàries va ser que la Guerra Civil requeria que les dones anessin a treballar a les fàbriques i a les tasques auxiliars de l'Exèrcit Roig, cosa que va crear la necessitat d'alliberar les dones de les tasques tradicionals.
Armand també va presidir la Primera Conferència Internacional de Dones Comunistes del 1920. La primavera del 1920 va veure l'aparició, de nou per iniciativa d'Armand, de la revista Kommunistka, que tractava «els aspectes més amplis de l'emancipació femenina i la necessitat d'alterar la relació entre els sexes si s'havia de fer un canvi durador».

## Les dones camperoles i l'emancipació de les dones
Les dones camperoles no es van implicar en gran manera en el moviment feminista «burgès» i en la revolució bolxevic. Els rols de gènere patriarcals eren la forma de vida als pobles, i el poble era l'única forma de vida que coneixien les pageses. Els historiadors han teoritzat que els camperols veien la revolució com una amenaça perillosa per a la seva forma de vida i que les dones camperoles, ja empobrides, temien les pertorbacions provocades per la guerra. Només una petita minoria de dones camperoles es van unir a la causa bolxevic.
El rebuig de l'emancipació de les dones de les pageses es demostra amb més claredat en la seva negativa a participar en l'Oficina de les Dones.